# Happy! (série de televisão)
Happy! é uma série de televisão americana baseada no romance gráfico de 2013 de mesmo nome de Grant Morrison e Darick Robertson transmitida pelo Syfy. Estreou em 6 de dezembro de 2017. No Brasil a série estreou em 26 de abril de 2018 na Netflix.
Em 30 de janeiro de 2018, a série foi renovada para uma segunda temporada, que estreou em 27 de março de 2019.
Em 4 de junho de 2019, a série foi cancelada por Syfy após duas temporadas.

## Sinopse
Nick Sax (Christopher Meloni), um ex-policial bêbado e corrupto se torna assassino de aluguel – que está à deriva em um mundo de assassinato casual, sexo sem alma e traição. Depois de um trabalho que dá errado, sua vida inebriada muda para sempre por um pequeno, implacavelmente positivo, imaginário unicórnio chamado Happy (Bobby Moynihan).

## Elenco e personagens

### Principal
- Christopher Meloni como Nick Sax, um ex-detetive cínico e alcoólatra que virou assassino de aluguel
- Ritchie Coster como Francisco Scaramucci, um rico chefe do crime conhecido como "Senhor Blue", que se apresenta como um legítimo empresário e importador de vinho
- Lili Mirojnick como Detetive Meredith "Merry" McCarthy, um detetive resiliente de homicídios com um passado sombrio
- Medina Senghore como Amanda Hansen, ex-mulher de Nick e mãe de Hailey
- Patrick Fischler como Smoothie, um dos executores de Senhor Blue e um assassino sociopata especializado em interrogatório e tortura
- Patton Oswalt como a voz de Happy, um unicórnio azul imaginário
- Joseph D. Reitman como Papai Noel Mau, um psicopata delirante viciado em drogas vestido como Papai Noel que sequestra crianças[4]

### Recorrente
- Debi Mazar como Isabella Scaramucci, irmã de Blue, estrela do reality show "Secrets of My Sussex ", e mãe dos quatro irmãos Scaramucci mortos a tiros por Sax
- Bryce Lorenzo como Hailey Hansen, uma jovem garota que foi sequestrada, e envia seu amigo imaginário Happy para encontrar ajuda
- Gus Halper como Mikey Scaramucci, o mais novo dos filhos de Isabella
- Christopher Fitzgerald como Louis Sheinberg, um artista infantil também conhecido como "Sonny Shine", e para Blue como "Mr. Bug"[4]

### Convidado
- Jerry Springer como ele mesmo[4]

## Produção
Happy foi originalmente dublado por Bobby Moynihan no piloto, mas mais tarde foi substituído por Patton Oswalt na versão original.

## Recepção
O site agregador de críticas Rotten Tomatoes relata uma classificação de aprovação de 76%, com uma classificação média de 6,2 / 10 com base em 29 comentários. O consenso crítico do site afirma: "Happy! Certamente não é para todos, mas seu conceito atraente e excêntrico e performances fortes de Chris Meloni e Patton Oswalt criam uma comédia sombria e sombria com apelo definido - embora incomum -". Metacritic, que usa uma média ponderada, atribuiu uma pontuação de 65 de 100 com base em 21 avaliações, indicando "comentários geralmente favoráveis".